# Virgínia de Oliveira Basto
Virgínia de Oliveira Basto (Lisboa, Santa Isabel, Rua de São João dos Bem Casados, 9 de Fevereiro de 1859 - Lisboa, Coração de Jesus, Rua Alexandre Herculano, 111 - 3.º, 27 de Junho de 1939) foi uma compositora portuguesa.

## Biografia
Filha de Manuel de Oliveira Basto (Porto, Santo Ildefonso, c. 1829 - c. 1894) e de sua mulher Carlota Maria de Figueiredo (Seixal, Seixal, c. 1834 - c. 104), neta paterna de José Bernardo de Basto (Fafe, Fafe, c. 1770 - c. 1835) e de sua mulher Maria Josefa de Oliveira (Fafe, Fafe, c. 1775 - c. 1845), e neta materna de Eleutério António de Figueiredo (c. 1804 - c. 1869) e de sua mulher Caetana Rosa (c. 1809 - c. 1879).
Cedo revelou acentuado pendor para a Música que, com o tempo, a levaram à composição de peças para canto, piano, violoncelo, órgão e orquestra, peças estas que, no entanto, só perto dos setenta anos se resolveu a publicar, sendo recebidas com unânimes louvores e aplausos pela crítica.
As peças musicais acima referidas são as seguintes: 
- Fantasia Capricho[1]
- Rêverie[1]
- Ave-Maria[1]
- Marcha Religosa[1]
- Romanza N.º 1[1]
- Romanza N.º 2[1]
- Nocturno[1]
- Canção da Inocência[1]
- Marcha Triunfal[1]
- Pensamento Melódico[1]
- Impromptu[1]
- Tango,[1] e
- Um Grito de Alma[1]

## Casamento e descendência
Casou em Lisboa, Ajuda, a 23 de Agosto de 1883 com Leopoldo Manillius Wagner (Lisboa, c. 1850/1857 - Lisboa, c. 1915/27 de Fevereiro de 1924), parente do grande Mestre Alemão Richard Wagner e também grande apaixonado da Música, do qual teve uma filha e dois filhos: 
- Olinda Basto Wagner (Porto, Cedofeita, 16 de Junho de 1884 - c. 1954),[10] casada com João António Ribeiro (Macedo de Cavaleiros, Macedo de Cavaleiros, 1870 - Lisboa, Coração de Jesus, Rua Alexandre Herculano, 57 - 3.º, 24 de Setembro de 1945),[11] que viveu em São Tomé, São Tomé e Príncipe, onde trabalhou na Casa Morais, da qual também foi Sócio, e na Companhia Agrícola das Neves, da qual foi Director, e em Portugal fez parte da Direcção da Fábrica de Licores Âncora, da qual foi Proprietário, do qual teve um filho: 
  - António Augusto Wagner Ribeiro (Lisboa, São Mamede, 5 de Maio de 1916 - c. 1981), Proprietário e Director da Fábrica de Licores Âncora,[12] casado c. 1940 com Maria Carolina Pereira de Amorim da Silveira Meneses Gouveia (c. 1921 - c. 1991),[13] sem geração, e que teve uma filha bastarda de Maria Albina de Oliveira Alves (Macedo de Cavaleiros, Peredo, c. 1925 - c. 1995),[14] filha de António dos Santos Alves (c. 1895 - c. 1960)[15] e de sua mulher Maria das Neves de Oliveira (c. 1900 - c. 1970)[16]: 
    - Virgínia de Oliveira Alves Ribeiro (Lisboa, Santa Isabel, 9 de Novembro de 1943), perfilhada pelo pai a 11 de Dezembro de 1950 (Registo N.º 35 do Liv.º 25 da 5.ª Conservatória do Registo Civil de Lisboa) e, a 31 de Janeiro de 1953 (por Despacho do Juiz António Fernando Barbosa Sottomayor) autorizada a usar o apelido Ribeiro, solteira e sem geração[17]
- Mário Basto Wagner (Porto, Cedofeita, 12 de Outubro de 1885 - 1935), solteiro e sem geração[18]
- Vítor Manuel Basto Wagner (Lisboa, Alcântara, 25 de Junho de 1887 - Lisboa, São Sebastião da Pedreira, Picoas, Rua Tomás Ribeiro, 109 - 2.º Drt.º, 31 de Dezembro de 1955), Comerciante, que integrou a Direcção da Fábrica de Licores Âncora,[19] casado com Maria Inácia Lopes Granho (c. 1892 - c. 1962),[20] sem geração